# Elena-Simona Spătaru
Elena-Simona Spătaru (n. 4 septembrie 1978, Bacău, România) este un senator român, ales în 2020 din partea PLUS. 